# 傑佛遜縣 (密蘇里州)
傑佛遜縣（英語：Jefferson County）是位於美国密蘇里州東部的一個縣，東隔密西西比河與伊利诺伊州相望。面積1,720 平方公里。根据美国普查局2020年的统计共有人口226,739人；縣治希爾斯伯勒。該縣成立於1818年，縣名是紀念第三任美国总统托马斯·杰斐逊。